# Friedrich Wöhler
Pour les articles homonymes, voir Wöhler.
Friedrich Wöhler, né le 31 juillet 1800 à Eschersheim, qui fait aujourd'hui partie de Francfort-sur-le-Main et mort le 23 septembre 1882 à Göttingen, est un chimiste allemand.
Il est principalement connu pour avoir synthétisé l'urée en 1828 et ainsi démontré que les composés organiques obéissaient aux mêmes lois que les composés inorganiques.

## Biographie
Il était le fils d'August Anton Wöhler (de), vétérinaire, agronome et pédagogue. Dès 1820 il commença à étudier la médecine à Marbourg, puis dès 1821 la médecine et la chimie à Heidelberg, cette dernière spécialité auprès de Leopold Gmelin. En 1823 il passa son doctorat en médecine à Heidelberg mais, comme il était surtout intéressé par la chimie, il étudia ensuite pendant un an la chimie analytique à Stockholm sous la direction de Jöns Jacob Berzelius.
De 1825 à 1831 il enseigna à l’École professionnelle de Berlin, à partir de 1828 avec le titre de professeur ; de 1831 à 1836 il fut professeur à l'École professionnelle supérieure (Polytechnikum) de Cassel. Après la mort de Friedrich Stromeyer, en 1835, il lui succéda en 1836 et fut jusqu'à sa mort, en 1882, professeur titulaire de médecine, chimie et pharmacie à l’université de Göttingen.

## Découvertes
Wöhler est considéré comme le pionnier de la chimie organique grâce à sa synthèse (accidentelle) de l'urée à partir du cyanate d'ammonium en 1828. Cette découverte ouvrait la voie à la biochimie puisqu'elle montrait qu'il est possible de produire en laboratoire, sous conditions contrôlées et à partir de composés inorganiques, un composé connu pour être seulement produit par des organismes biologiques. Elle permit de reproblématiser la théorie du fluide vital, énoncée vers 1600, c'est-à-dire de remettre d'actualité la philosophie vitaliste jusqu'à la faire éclore au début du XXe siècle, avec Henri Bergsonsemble contradictoire avec ce qui est écrit dans l'article vitalisme, phrase reprise ci-après, donc à clarifier. Fondatrice pour la chimie organique, cette expérience fortuite est aussi un coup dur pour le vitalisme : un composé propre à la vie a pu être "créé" dans un laboratoire de chimie, ce qui est un indice fort en faveur du mécanisme. Wöhler est considéré comme le fondateur de la synthèse organique. L'année de la synthèse de l'urée, Wöhler devint professeur à l'âge de 28 ans.
Déjà un an plus tôt, en 1827, il avait mis au point une méthode de réduction pour fabriquer de l'aluminium pur ; le même procédé lui permit en 1828 d'isoler le béryllium et l'yttrium et plus tard, en 1856, de produire du silicium cristallin.
Avec son ami Justus Liebig, à Giessen, Wöhler établit vers 1830 la théorie des radicaux (en) grâce à laquelle la grande diversité des liaisons en chimie organique pouvait pour la première fois être expliquée de façon systématique.
Il est aussi connu pour avoir découvert la synthèse du carbure de calcium (1862), à partir de laquelle il réalisa également la synthèse de l'acétylène (nom usuel de l'éthyne), de l'acide oxalique à partir du cyanogène, de l'acide benzoïque à partir du benzaldéhyde, de l'hydroquinone à partir de la quinone. Il réussit plus tard à extraire du nickel de la nickéline.
Enfin Friedrich Wöhler a mis en évidence la présence de molécules de chimie organique dans certaines météorites. Il possédait d'ailleurs une belle collection de météorites.
Ses travaux lui valurent la médaille Copley en 1872.